# Al-Dschawwānī
Abū ʿAlī Muḥammad b. Asʿad Al-Dschawwānī (arabisch أبو علي محمد بن أسعد الجوّاني, DMG Abū ʿAlī, Muḥammad b. Asʿad al-Ǧawwānī; geboren 1131, gestorben 1202) war ein arabischer Genealoge und Historiker.

## Leben und Wirken
Offenbar vom Ruhm der Fatimiden angelockt, ging die Familie Al-Dschawwānī nach Ägypten, wo Abū ʿAlī geboren wurde und aufwuchs. Die Familie beanspruchte, direkt von ʿAlī ibn Abī Tālib abzustammen. Später musste Al-Dschawwānī den Niedergang der Fatimiden-Dynastie miterleben. Für eine kurze Zeit hatte er das hohe Amt des Scherifs inne. Er widmete sich ganz den genealogischen und historischen Studien. Nach dem Niedergang der Fatimiden stand er in der Gunst der Ayyūbiden, denen er einige seiner Werke widmete. Das nach seinen Vorfahren benannte Anwesen al-Ǧawwānīya bei Medina soll Saladin ihm als Lehnsgut gewährt haben. Seine Abstammung ist spätestens im 10. Jahrhundert bei Abū l-Faradsch al-Isfahānī in seinem Maqātil al-Ṭālibiyyīn belegt, der einen Vorfahren Al-Dschawwānīs in der achten Generation,ʿAlī b. Ibrāhīm Al-Dschawwānī, seines Zeichens selbst Genealoge, als seine Quelle nennt.
Durch sein literarisches Wirken sowohl als Historiker aber auch als Dichter erwarb er großes Ansehen, auch wenn viele sunnitische Gelehrte ihr Misstrauen gegen die schiitischen Genealogen nicht unterdrücken konnten.

### Werke
Von Al-Dschawwānī sind heute die Titel von achtzehn Werken, darunter einige in zehn Bänden, bekannt, die Al-Maqrīzī (1364-1442) in seinem al-Muqaffā al-kabīr erwähnt, ferner genealogische Studien über seine Familie sowie die Geschichte der Aliden und die Topographie Ägyptens. In einer Monographie beschreibt er die Moschee der as-Saiyida Nafīsa mit ihrer bis heute rege besuchten Qubba in der Stadt der Toten (Kairo). al-Maqrīzī berichtet, dass al-Dschawwānī in der Moschee des ʿAmr ibn al-ʿĀs (Kairo) in Fustat eine Abschrift seiner Schriften über diejenigen Personen mit seinem Original kollationierte, die mit der Kunya Abū Bakr hießen. Das Buch begann mit dem Namen von Abū Bakr, dem ersten Kalifen im Islam und endete mit al-Adil I., Abū Bakr b. Ayyūb (geb. 1145, gest. 1218), dem das Buch als Geschenk vorgesehen war. Der vollständige Werktitel hieß: Zorn ist geeigneter als Ablehnung und Betrug der Vorzüge derjenigen, die mit der Kunya Abū Bakr hießen.
al-Maqrīzī wertet in seinem annalistisch angeordneten Werk Ittʿāẓ al-ḥunafāʾ bi-aḫbār al-aʾimma al-fāṭimiyyīn al-ḫulafāʾ (Die Warnung der Rechtgläubigen mit den Nachrichten über die hohen fatimidischen Kalifen) einige Berichte
unter namentlicher Berufung auf al-Dschawwānī aus, die genealogischer Natur sind.

## Kitāb an-nuqaṭ ʾalā ʿl-ḫiṭaṭ

### Die Quellenlage
Im Geographischen Wörterbuch von Yāqūt ar-Rūmī (1179-1229), dem jüngeren Zeitgenossen von al-Dschawwānī, ist ein Auszug aus dessen Schrift erhalten, die al-Maqrīzī in der oben genannten Werkliste nennt: Kitāb an-nuqaṭ ʿalā ʾl-ḫiṭaṭ (Die Vorgänge gegen die Ortschaften (in Fusṭāṭ)). Der Inhalt dieser Schrift war rund zweihundert Jahre später auch al-Maqrīzī bekannt. Er zitiert daraus in seinem al-Mawāʿiẓ wal-iʿtibār bi-ḏikr al-ḫiṭaṭ wal-āṯār, mit al-Dschawwānī als seine Quelle, ebenfalls. Beide Textvorlagen sind in ihrem Aufbau und Stil miteinander vergleichbar und gehen wohl auf die ursprüngliche Überlieferung nach al-Dchawwānī zurück. In seinem weiteren Werk über die Geschichte der Fatimiden-Kalifen beschreibt al-Maqrīzī dieselben Ereignisse in Fusṭāṭ mit Angabe seiner Quelle al-Dschawwānī samt Kurztitel Kitāb an-Nuqaṭ ebenfalls, diesmal allerdings mit einigen zusätzlichen Angaben über die Preisentwicklungen und über die Wirtschaftslage Ägyptens im Allgemeinen.

### Aus dem Inhalt
Der zentrale Gegenstand der Schrift ist, gemäß al-Dschawwānī bei Yāqūt, ...der Untergang von Fustāt und die Zerstörung der Siedlungen, die wie Hügellandschaften zurückgeblieben sind. Dies dauerte unter der Herrschaft von Al-Mustansir (Fatimide) von 1064 bis 1071 sieben Jahre, begleitet von Preissteigerungen  und Seuchen, die die Einheimischen vernichtete und ihre Häuser zerstörte.
Nach weiteren Zerstörungen der Siedlungsstrukturen – setzt al-Dschawwānī seinen Bericht fort – gab es niemanden mehr, der die Felder hätte bestellen können. Es ging so weit, daß man Reittiere, Hunde und Katzen aß; mit der Verschlechterung der Lage aßen die Männer (andere) Männer. Deshalb nannte man die engen Gassen, wo die Wegelagerer und Schlägerbanden  auf der Lauer lagen, ‚Gassen der Getöteten‘, weil man dort gemordet hat. Sie haben die Opfer mit Eisenhaken in kürzester Zeit zu sich gezerrt, mit Knüppeln totgeschlagen, ihr Fleisch in Stücke geschnitten, geröstet und gegessen.
Erst Badr al-Dschamālī, während der Herrschaft von Al-Mustansir (gest. 1094), der ab 1074 als Befehlshaber der Armee in Ägypten mit uneingeschränkten Vollmachten galt, hat Teile der Zerstörungen in Fusṭāṭ beseitigen und neue Wohneinheiten errichten lassen.
Im letzten Abschnitt, der in der Textvariante im Geographischen Wörterbuch von Yāqūt erhalten ist, erinnert Al-Dschawwānī – nach drei ägyptischen Autoritäten – an die erstaunliche Infrastruktur des Landes vor dessen Zerstörung:
es gab im Land (miṣr) sechsunddreißigtausend Moscheen (masāǧid), achttausend ausgebaute Wege und eintausendeinhundert siebzig Bäder. Im Jahre 1176 kam Ṣalāḥ ad-Dīn Yūsuf b. Ayyūb nach der Eroberung Syriens nach Ägypten und ordnete den Bau von Mauern in Fusṭāṭ, in Kairo und auf der Zitadelle (Zitadelle von Saladin) auf dem Muqaṭṭam an...
Die Originalschrift dieser Arbeit von al-Djawwānī ist nicht erhalten. Auch ihr ursprünglicher Umfang über die tragischen Ereignisse in Fusṭāṭ während der Herrschaft des Fāṭimiden Al-Mustanṣir ist unbekannt. Die nach dem heutigen Forschungsstand älteste Quelle für die literarische Wertung des Kitāb an-Nuqaṭ ist die vom Geographen Yāqūt al-Rūmī al-Ḥamawī eingangs benutzte Textvorlage, deren fragmentarischer Charakter eine evtl. synoptische Analyse allerdings nicht zulässt.

## Al-Muqaddima al-fāḍilīya
Diese Schrift ist in zwei Handschriften in der Ägyptische Nationalbibliothek, Dār al-kutub al-miṣrīya, Kairo erhalten und in Riyāḍ 2006 mit ausführlichen Indices publiziert worden. Über den langen und möglicherweise vollständigen Titel siehe das Literaturverzeichnis unten. Der Verfasser selbst nennt sein Buch al-fāḍilīya, oder al-muqaddima. Der bekannte Literaturwissenschaftler Umar Rida Kahhala führt in seinem Lebenswerk dieses Buch unter dem Titel al-muqaddima al-fāḍilīya fī-l-ansāb; d. h. die vorzügliche Einführung in die Genealogie (der Araber) an.

### Die Werkedition
Von dieser Schrift liegen, gemäß Angaben des Herausgebers, zwei fragmentarisch erhalten Handschriften späteren Ursprungs in der Dār al-kutub al-miṣrīya
Ägyptische Nationalbibliothek vor. Die Werküberlieferung in der Generation des Verfassers und danach ist nicht registriert. Der Herausgeber gibt allerdings die Lesevarianten in den ausgewerteten zwei Handschriften an und stützt sich dabei auch auf bereits publizierte Werke der genealogischen Literatur. Mehrfach korrigiert der Herausgeber vor allem die Verschreibungen von Personennamen durch die Kopisten der handschriftlichen Vorlagen. Bereits in der Einleitung zur Edition stellt er fest, dass es sich nicht um Schreibvarianten, sondern um Unkenntnisse der korrekten Schreibung alter Namen der Kopisten handelt.
Im Anhang (S. 183–286) ist ein ausführliches Register vor allem von Personen- und Stammesnamen, ferner von Orten hinzugefügt, das mit Hinblick auf die Gesamtstruktur des Buches notwendig ist.
Das lange Vorwort zum Werk (S. 29–45) hat der Verfasser in Sadschʿ, in Reimprosa, und durch Zitate aus der frühen Poesie abgefaßt. Das Buch ist eine umfassende Nomenklatur von Stammesnamen, der Genealogie der Stämme und ihrer Stammväter mit episodenhaften Berichten über ihre Geschichte und Verwandtschaftsverhältnisse vor allem auf der Arabischen Halbinsel. Hie und da sind sie mit einigen passenden Verszeilen aus der alten Poesie ausgeschmückt, die der Erklärung vom Ursprung von Stammesnamen, oder von Namen bekannter Persönlichkeiten dienen. Al-Dschawwānī verweist in diesem Buch auf sein umfangreiches Werk Al-ǧauhar al-maknūn fī ḏikr al-qabāʾil wal-buṭūn (Die verborgenen Inhalte in der Darstellung der Stämme und Unterstämme) in zehn Bänden, das in der eingangs genannten Werkliste bei al-Maqrīzī erscheint.

### Die Quellen des Verfassers
Viele Passagen in diesem Werk lassen auf die inhaltliche Übernahme aus älteren Schriften der arabischen Genealogie durch Al-Dschawwānī schließen. An einer Stelle hat er sowohl seine Quelle als auch die Art der Überlieferung deutlich angegeben. Im Anschluss an die kurze etymologische Erklärung eines Namens teilt al-Dschawwānī folgendes mit: so hat es mir mein Vater mitgeteilt als ich ihm al-Ǧamhara vorgelesen habe. Diese Information belegt zunächst, dass der Verfasser durch die Lektüre des genannten Werkes bei seinem Vater, den er hier Asʿad an-Naḥwī (Grammatiker; Philologe) nennt, Unterricht erhalten hat. Mit dem kurzgefassten Titel Al-Ǧamhara ist hier das umfassende genealogische Werk von Ibn al-Kalbī (gest. 819 in Kufa), gemeint, das Al-Dschawwānī als Primärquelle zur Verfügung stand.
Ein jüngerer Zeitgenosse von Ibn al-Kalbī war der Historiker az-Zubair b. Bakkār al-Qurašī aus Medina (geb. 788; gest. 870 in Mekka), dessen genealogisches Werk über den Stamm der Quraiš, das Kitāb nasab Quraiš wa-aḫbārihim (Die Herkunft der Quraisch und ihre Nachrichten) zu den wichtigsten Werken in dieser Gattung gezählt wird. Den ersten Band davon unter dem Titel Ǧamharat nasab Quraiš wa-aḫbārihā (Die hervorragende Herkunft der Quraisch und ihre Nachrichten) hat der ägyptische Gelehrte Maḥmūd Muḥammad Šākir (Kairo, 1962) mit einer wissenschaftlichen Einführung (S. 3–72) und acht Faksimiles aus den benutzten Handschriften publiziert.
Unter den gegenwärtig bekannten Abschriften des Werkes war das Exemplar des Verfassers, das er dem Gelehrten Aḥmad b. Sulaimān al-Ṭūsī (gest. 933) während seines Aufenthaltes in Mekka schenkte. Eine spätere Abschrift davon kam dann in den Besitz von al-Dschawwānī, die nur fragmentarisch erhalten ist. Sie liegt in der Istanbuler Bibliothek (Köprülü 1141); sie enthält auf dem ersten Blatt vom 2. Teil die Titelvariante Kitāb nasab Quraiš wa-manāqibi-hā und die Überlieferung des Werkes (riwāya) durch al-Dschawwwānī: überliefert von Muḥammad b. aš-šarīf al-qāḍī al-kāmil ḏī ʾl-ḥasabain Asʿad b.ʿAlī al-Dschawwānī an-nassāba ʿan-hu. Er selbst hat das Werk von Muḥammad b. Ibrāhīm b. Ṯābit (gest. gegen 1166) einem bekannten schiitischen Dichter, in Ägypten erhalten. Die vorliegende Abschrift ist an mehreren Sitzungen in Muḥarram und Ṣafar 558/Dezember 1162 und Januar 1163 vorgelesen worden. Diese datierte Lektüre bestätigt al-Dschawwānī mit seiner handschriftlichen Eintragung an zwei Stellen, wo der Vortrag, oder die Kollation mit dem Original unterbrochen wurde. Weitere  Anmerkungen sind am Rand der Handschriftenseiten, z. T. unleserlich bzw. fehlend, von al-Dschawwānī selbst eingetragen worden. Die überwiegend ungeordneten Blätter dieses Unikats stellen nur einen Bruchteil des Originals dar. Die erhaltene Handschrift blieb bis zum Tode von al-Dschawwānī (1202) in dessen Besitz. Den hohen Bekanntheitsgrad dieser Werküberlieferung bestätigt die Angabe von Ibn Ḥaǧar al-ʿAsqalānī im 15. Jahrhundert, der ebenfalls auf die Riwāya von Aḥmad b. Sulaimān al-Ṭūsī zurückgreift.
In al-Muqaddima al-fāḍilīya verweist der Verfasser auf az-Zubair b. Bakkār als Quelle in nur zwei Fällen: der Genealoge az-Zubair b. Bakkār berichtet...: dies betrifft den Namen und die Abstammung eines Unterstammes (baṭn); ein weiterer Hinweis auf diese Quelle betrifft die Etymologie der Stammesbezeichnung der Qaḥṭān: ...so meint es az-Zubair, andere Genealogen dagegen meinen...(S. 109). Eine Episode aus der Zeit des Propheten überliefert er im Jahre 1148 wiederum mit der lückenlosen Angabe seiner Überlieferung nach az-Zubair b. Bakkār (S. 73). Aus derselben Zeit übernahm er von seinem Lehrer ʿAbd al-Maulā b. Muḥammad b. ʿUqba al-Laḫmī al-Mālikī (gest.1152 in Ägypten) einen Prophetenspruch mit der vollständigen Angabe der Werküberlieferung des Buches von az-Zubair b. Bakkār (S. 64), über die Vorzüge von Az-Zubair ibn al-ʿAuwām (gest.656 in Baṣra): „Jeder Prophet hat seinen Jünger (ḥawārī), mein Jünger ist az-Zubair b. al-ʿAwwām“. An derselben Stelle zitiert al-Dschawwānī weitere Prophetensprüche lediglich mit dem Hinweis auf die Überlieferunglinie seines oben genannten Lehrers ʿAbd al-Maulā nach az-Zubair b. Bakkār mit dem Kürzel: wa-bi-ʾs-sanad ʿan az-Zubair b. Bakkār...

## Arabische Quellen
- Ibn Ḥaǧar al-ʿAsqalānī: Lisān al-mīzān. Ed.ʿAbd al-Fattāḥ Abū Ġadda. Herausgegeben von Salmān ʿAbd al-Fattāḥ.  Dār al-bašāʾir al-islāmīya. Beirut 2002.
- Ibn Ḥaǧar al-ʿAsqalānī: al-Muʿǧam al-mufahras. Herausgegeben von Muḥammad Šakūr al-Mayādīnī. Beirut 1998.
- al-Maqrīzī: Ittʿāẓ al-ḥunafāʾ bi-aḫbār al-aʾimma al-fāṭimiyyīn al-ḫulafāʾ. Herausgegeben von Ǧamāl ad-Dīn aš-Šayyāl. Kairo 1996.
- al-Maqrīzī: al-Mawāʿiẓ wal-iʿtibār bi-ḏikr al-ḫiṭaṭ wal-āṯār. Dār al-kutub al-ʿilmīya. Beirut, 1998.
- al-Maqrīzī: al-Muqaffā al-kabīr. Herausgegeben von Muḥammad al-Yaʿlāwī. Dār al-Gharb al-Islāmī. Beirut, 1991.
- as-Silafī, Abū ṭ-Ṭāhir, Aḥmad b. Muḥammad: Muʿǧam as-safar. Herausgegeben von ʿAbdallāh ʿUmar al-Bārūdī. Beirut 1993.
- Muḥammad Asʿad Al-Ǧawwānī: Al-muqaddima al-fāḍilīya. Tuḥfa ẓarīfa wa-muqaddima laṭīfa wa-hadīya munīfa fī uṣūl al-aḥsāb wa-fuṣūl al-ansāb. Herausgegeben von Turkī b. Muṭlaq al-Qaddāḥ al-ʿUtaybī. Riyād, 2006.
- az-Zubair b. Bakkār: Ǧamharat nasab Quraiš wa-aḫbāri-hā. Band 1. Herausgegeben von Maḥmūd Muḥammad Šākir. Kairo 1952.
- Yāqūt ar-Rūmī: Muʿǧam al-buldān. Dār Ṣādir. Beirut, 1957.